# Pont de Langeais
Ce n'est pas petite gloire

Que d'être pont sur la Loire.

On voit à ses pieds rouler

La plus belle des rivières.

Jean de La Fontaine

Le pont de Langeais est un pont suspendu situé en France, dans le département d'Indre-et-Loire et la région Centre-Val de Loire. Il franchit la Loire entre Langeais et La Chapelle-aux-Naux, et constitue un tronçon de la RD 57.
Compris dans le périmètre du Val de Loire inscrit au patrimoine mondial de l'UNESCO sous l'intitulé « Val de Loire entre Sully-sur-Loire et Chalonnes », il traverse la zone Natura 2000 dénommée « Vallée de la Loire d'Indre-et-Loire », et les deux communes qu'il relie sont membres du parc naturel régional Loire-Anjou-Touraine.
De nombreux cyclistes parcourant la véloroute La Loire à Vélo l’empruntent pour aller visiter le château de Langeais situé sur la rive droite.
En 2016, le ministère de la Culture lui a attribué le label « Architecture contemporaine remarquable » (notice N° ACR0000360).

## Histoire
Ce pont a une histoire mouvementée,, :

### Édification initiale (1846-1849)
Alors que l'existence d'un bac, exploité en affermage, reliant Langeais à La Chapelle-aux-Naux est attestée dès avant 1800, en 1833 le conseil municipal étudie l'intérêt d'un pont mais se heurte à l'opposition du conseil général d'Indre-et-Loire. Finalement l'autorisation publique est donnée en 1846 par le roi Louis-Philippe, et l'inauguration a lieu le 4 mars 1849.
Techniquement, c'est un pont suspendu, conçu par l'architecte Phidias Vestier, de longueur totale 350 mètres, à cinq travées suspendues par lames de fer, supportées par quatre piles en maçonnerie : trois travées centrales de 88 mètres et deux travées de rives de 43 mètres. La partie haute de chaque pile est alors constituée d'une arche de style néo-classique,.

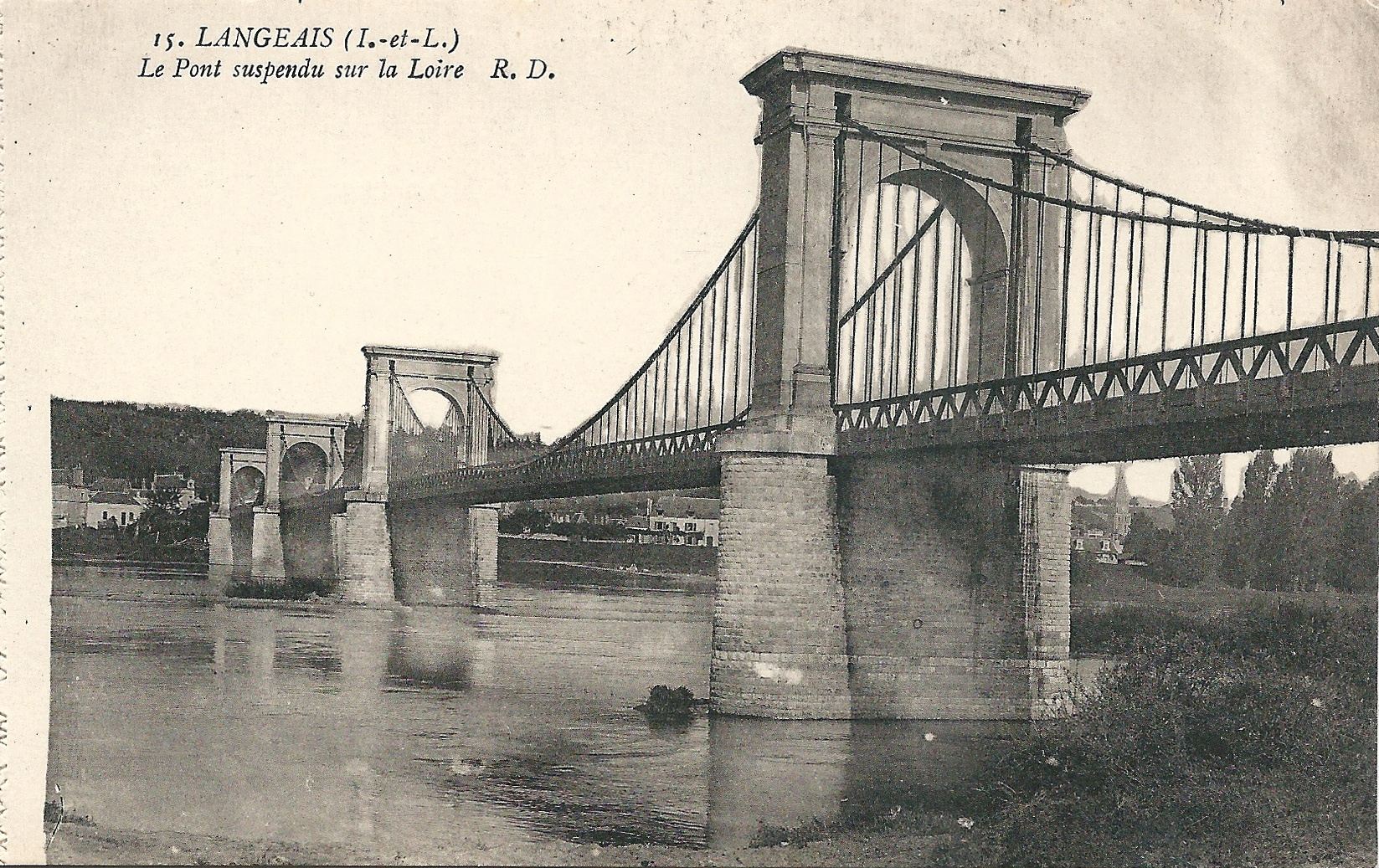
Aspect du pont de Langeais entre 1849 et 1935

### Péripéties climatiques et historiques
En juin 1859, une pile est foudroyée par l'orage : le tablier et le système de suspension tombent dans le fleuve. En 1861, le pont est de nouveau opérationnel,,.
À l'automne 1870, le pont est sabordé par l'armée française pour empêcher ou retarder le franchissement de la Loire par les troupes prussiennes,,.
Il est reconstruit entre 1872 et 1874,,. Un reportage photographique de 1873 permet de visualiser cette reconstruction,.
Dans les années 1930 (1935-1937), il est renforcé pour permettre le passage des véhicules à moteur,, et à cette occasion, on donne aux arches des piles un aspect néogothique pour rappeler le style du château voisin.
L'Histoire se répétant, il est dynamité en juin 1940, devant l'avancée de la Wehrmacht. Il sera reconstruit en 1949,.
On le dote d'un éclairage en 1971, et son câblage porteur est changé en 1982-1983.
En 2007, le jury du concours Lumières lui décerne le premier prix.

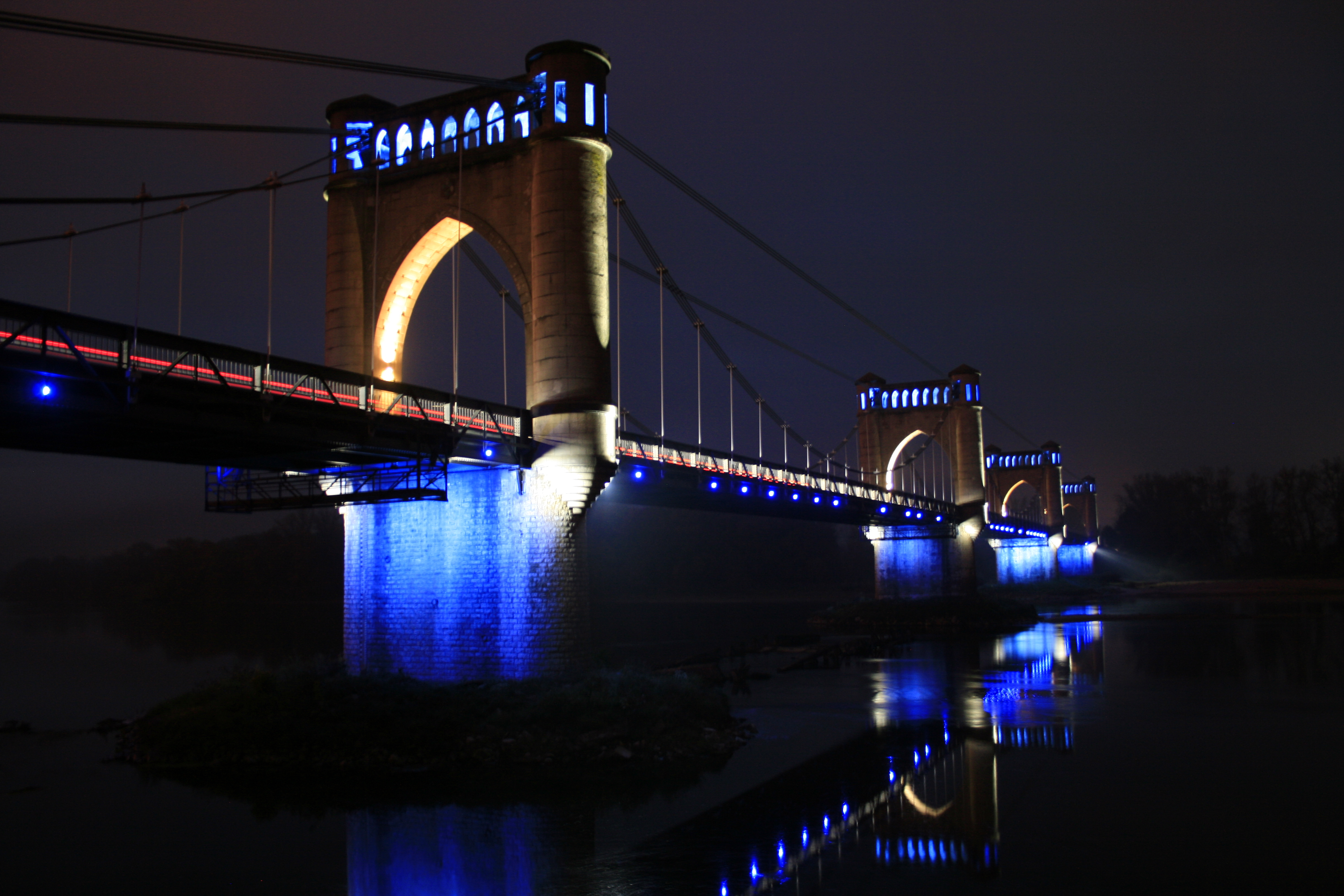
Pont de Langeais de nuit (octobre 2011)